# Darby Lloyd Rains
Darby Lloyd Rains (* 1947) ist eine US-amerikanische Pornodarstellerin aus den 1970er Jahren. Im Gegensatz zu anderen Darstellerinnen galt sie als richtige Schauspielerin.
Sie begann ihre Karriere 1970 mit einigen Rollen in US-amerikanischen Pornofilmen. Im Jahr 1971 wurde sie als Stripperin für den Mainstream-Film French Connection gecastet. Zu dieser Zeit hatten nur wenige Pornodarstellerinnen Rollen in Mainstream-Filmen. Dies führte zu großer Aufmerksamkeit, und sie war weiterhin sehr erfolgreich, unter anderem als Hauptdarstellerin in Naked Came the Stranger und The Private Afternoons of Pamela Mann. Im Jahr 1980 beendete sie ihre Karriere als Darstellerin. In der XRCO Hall of Fame ist sie bei den Filmpionieren gelistet.

## Filmografie (Auswahl)
- This Film Is All About '...' (1970)
- Dark Dreams (1970)
- Inside Georgina Spelvin (1973)
- Lovelace Meets Miss Jones (1973)
- Virgin And The Lover (1973)
- Memories Within Miss Aggie (1974)
- Every Inch A Lady (1975)
- Naked Came the Stranger (1975)
- The Private Afternoons of Pamela Mann (1975)
- Practice Makes Perfect (1976)
- French Kiss (1979)